# 广义逆阵
广义逆（Generalized inverse），是线性代数中针对矩阵的一种运算。一个矩阵A的广义逆叫做A的广义逆阵，是指具有部份逆矩阵的特性，但是不一定具有逆矩阵的所有特性的另一矩阵。假設一矩陣{\displaystyle A\in \mathbb {R} ^{n\times m}}及另一矩陣{\displaystyle A^{\mathrm {g} }\in \mathbb {R} ^{m\times n}}，若{\displaystyle A^{\mathrm {g} }}滿足{\displaystyle AA^{\mathrm {g} }A=A}，則{\displaystyle A^{\mathrm {g} }}即為{\displaystyle A}的广义逆阵。
广义逆也稱為偽逆（pseudoinverse），有些时候，偽逆特指摩尔－彭若斯广义逆。
建構广义逆阵的目的是針對可逆矩陣以外的矩陣（例如非方陣的矩陣）可以找到一矩陣有一些類似逆矩阵的特性。任意的矩陣都存在广义逆阵，若一矩陣存在逆矩阵，逆矩阵即為其唯一的广义逆阵。有些广义逆阵可以定義在和結合律乘法有關的數學結構（例如半群）中。

## 提出廣義逆陣的原因
考慮以下的線性方程 
{\displaystyle Ax=y}
其中{\displaystyle A}為{\displaystyle n\times m}的矩陣，而{\displaystyle y\in {\mathcal {R}}(A)} ， {\displaystyle A}的列空間。
若矩陣{\displaystyle A}為可逆矩陣，則{\displaystyle x=A^{-1}y}即為方程式的解。而若矩陣{\displaystyle A}為可逆矩陣 
{\displaystyle AA^{-1}A=A}
假設矩陣{\displaystyle A}不可逆或是{\displaystyle n\neq m}，需要一個適合的{\displaystyle m\times n}矩陣{\displaystyle G}使得下式成立
{\displaystyle AGy=y}
因此{\displaystyle Gy}為線性系統{\displaystyle Ax=y}的解。
而同樣的，{\displaystyle m\times n}階的矩陣{\displaystyle G}也會使下式成立
{\displaystyle AGA=A}
因此可以用以下的方式定義广义逆阵：假設一個{\displaystyle n\times m}的矩陣{\displaystyle A}，{\displaystyle m\times n}的矩陣{\displaystyle G}若可以使下式成立，矩陣{\displaystyle G}即為{\displaystyle A}的广义逆阵
{\displaystyle AGA=A}

## 產生廣義逆陣
以下是一種產生廣義逆陣的方式：
1. 若{\displaystyle A=BC}為其秩分解（英语：rank factorization），則{\displaystyle G=C_{r}^{-}B_{l}^{-}}為{\displaystyle A}的廣義逆陣，其中{\displaystyle C_{r}^{-}}為{\displaystyle C}的右逆矩陣，而{\displaystyle B_{l}^{-}}為{\displaystyle B}的左逆矩陣。
2. 若{\displaystyle A=P{\begin{bmatrix}I_{r}&0\\0&0\end{bmatrix}}Q}，其中{\displaystyle P}及{\displaystyle Q}為可逆矩陣，則{\displaystyle G=Q^{-1}{\begin{bmatrix}I_{r}&U\\W&V\end{bmatrix}}P^{-1}}是{\displaystyle A}的廣義逆陣，其中{\displaystyle U,V}及{\displaystyle W}均為任意矩陣。
3. 令{\displaystyle A}為秩為{\displaystyle r}的矩陣，在不失一般性的情形下，令{\displaystyle A={\begin{bmatrix}B&C\\D&E\end{bmatrix}}}，其中{\displaystyle B_{r\times r}}為{\displaystyle A}的可逆子矩陣，則{\displaystyle G={\begin{bmatrix}B^{-1}&0\\0&0\end{bmatrix}}}為{\displaystyle A}的廣義逆陣。

## 广义逆阵的種類
彭若斯條件可以用來定義不同的广义逆阵：針對{\displaystyle A\in \mathbb {R} ^{n\times m}}及{\displaystyle A^{\mathrm {g} }\in \mathbb {R} ^{m\times n},}
| 1.) | {\displaystyle AA^{\mathrm {g} }A=A}                                 |
| 2.) | {\displaystyle A^{\mathrm {g} }AA^{\mathrm {g} }=A^{\mathrm {g} }}   |
| 3.) | {\displaystyle (AA^{\mathrm {g} })^{\mathrm {T} }=AA^{\mathrm {g} }} |
| 4.) | {\displaystyle (A^{\mathrm {g} }A)^{\mathrm {T} }=A^{\mathrm {g} }A} |

若{\displaystyle A^{\mathrm {g} }}滿足條件(1.)，即為{\displaystyle A}的广义逆阵，若滿足條件(1.)和(2.)，則為{\displaystyle A}的廣義反身逆陣（generalized reflexive inverse），若四個條件都滿足，則為{\displaystyle A}的摩尔－彭若斯广义逆。
以下是一些其他種類的广义逆阵 
- 單邊逆矩陣（左逆矩陣或是右逆矩陣）若矩陣A的維度是{\displaystyle n\times m}且為 满秩，若{\displaystyle n>m}則用左逆矩陣，若{\displaystyle n<m}則用右逆矩陣。
  - 左逆矩陣為{\displaystyle A_{\mathrm {left} }^{-1}=\left(A^{\mathrm {T} }A\right)^{-1}A^{\mathrm {T} }}，也就是{\displaystyle A_{\mathrm {left} }^{-1}A=I_{m}}，其中{\displaystyle I_{m}}為{\displaystyle m\times m}單位矩陣。
  - 右逆矩陣為{\displaystyle A_{\mathrm {right} }^{-1}=A^{\mathrm {T} }\left(AA^{\mathrm {T} }\right)^{-1}}，也就是{\displaystyle AA_{\mathrm {right} }^{-1}=I_{n}}，其中 {\displaystyle I_{n}}為{\displaystyle n\times n}單位矩陣。
- 德拉任逆矩陣（英语：Drazin inverse）
- 博特-達芬逆矩陣（英语：Bott–Duffin inverse）
- 摩尔－彭若斯广义逆

## 應用
任何一種广义逆阵都可以用來判斷线性方程组是否有解，若有解時列出其所有的解。若以下n × m的線性系統有解存在
{\displaystyle Ax=b}
其中向量{\displaystyle x}為未知數，向量b為常數，以下是所有的解
{\displaystyle x=A^{\mathrm {g} }b+[I-A^{\mathrm {g} }A]w}
其中參數w為任意矩陣，而{\displaystyle A^{\mathrm {g} }}為{\displaystyle A}的任何一個广义逆阵。解存在的條件若且唯若{\displaystyle A^{\mathrm {g} }b}為其中一個解，也就是若且唯若{\displaystyle AA^{\mathrm {g} }b=b}。

## 外部連結
- 15A09 数学学科分类标准中對於反矩陣及广义逆阵的分類 search[永久]